# Itigi
Itigi ist eine Mittelstadt  in Tanzania. Sie ist das Verwaltungszentrum des gleichnamigen Distrikts und liegt in der Region Singida. Die Stadt besteht aus den zwei Wahlbezirken (Wards) Itigi Mjini und Itigi Majengo. Bei der Volkszählung im Jahr 2012 lebten 21.777 Einwohner in der Stadt.

## Geografie

### Lage
Itigi liegt auf dem zentralen Hochland von Tansania in rund 1300 Meter Seehöhe, etwa 150 Kilometer nordwestlich von Dodoma.

### Klima
Das Klima in Itigi ist ein lokales Steppenklima, BSh nach der effektiven Klimaklassifikation. Die Niederschläge sind gering, in den Monaten von Mai bis Oktober regnet es kaum. Die Durchschnittstemperatur liegt bei 21,6 Grad Celsius. Am wärmsten ist es im November mit 23,8 Grad Celsius, am kühlsten ist es im Juli mit 19,4 Grad Celsius.
|                        | Jan  | Feb  | Mär  | Apr  | Mai  | Jun  | Jul  | Aug  | Sep  | Okt  | Nov  | Dez  |   |      |
| Mittl. Temperatur (°C) | 21,6 | 22,1 | 21,8 | 21,3 | 21,3 | 20   | 19,4 | 20,4 | 21,9 | 23,4 | 23,8 | 22,2 | ⌀ | 21,6 |
| Mittl. Tagesmax. (°C)  | 26,3 | 27,1 | 26,6 | 26,1 | 27   | 25,6 | 25,2 | 26,3 | 28,2 | 29,7 | 29,7 | 27,2 | ⌀ | 27,1 |
| Mittl. Tagesmin. (°C)  | 17,4 | 17,6 | 17,6 | 17,3 | 16,3 | 14,5 | 13,7 | 14,5 | 15,8 | 17,4 | 18,4 | 17,9 | ⌀ | 16,5 |
|                        |      |      |      |      |      |      |      |      |      |      |      |      |   |      |
| Niederschlag (mm)      | 151  | 108  | 117  | 61   | 11   | 0    | 0    | 0    | 0    | 5    | 42   | 137  | Σ | 632  |

| 17,4 |

| 17,6 |

| 17,6 |

| 17,3 |

| 16,3 |

| 14,5 |

| 13,7 |

| 14,5 |

| 15,8 |

| 17,4 |

| 18,4 |

| 17,9 |

| 17,4 |

| 17,6 |

| 17,6 |

| 17,3 |

| 16,3 |

| 14,5 |

| 13,7 |

| 14,5 |

| 15,8 |

| 17,4 |

| 18,4 |

| 17,9 |

## Geschichte
Bei der Volkszählung 1978 hatte die Stadt 6.729 Einwohner. Die Bevölkerungszahl stieg auf 14.362 im Jahr 2002 und weiter auf 21.777 im Jahr 2012.

## Wirtschaft und Infrastruktur

### Bodenschätze
Bei Itigi wurden Uran-Vorkommen von geschätzten 12.000 Tonnen in einer flachen Lagerstätte gefunden.

### Bildung
Im St. Gaspar Krankenhaus befindet sich eine Krankenpflegeschule, die jährlich 200 Krankenschwestern ausbildet.

### Krankenhaus
In Itigi befinden sich das St. Gaspar Krankenhaus, das 320 Betten in 5 Abteilungen bietet und von Missionaren geleitet wird. In diesem Krankenhaus arbeiten auch Schwestern des Ordens der Barmherzigen Schwestern vom hl. Vinzenz von Paul in Innsbruck.

### Verkehr
- Eisenbahn: Durch Itigi verläuft die von Tanzania Railways Corporation betriebene Zentralbahn von Daressalam nach Kigoma.[8]
- Straße: Die wichtigste Straßenverbindung ist die asphaltierte Nationalstraße von Dodoma im Osten nach Tabora im Westen. In Itigi kreuzt diese die nicht asphaltierte Nationalstraße von Rungwa im Süden in die Regionshauptstadt Singida im Norden.[9]